# Madhouse
Madhouse, officiellt MADHOUSE Inc. (株式会社 マッドハウス, Kabushiki-gaisha Maddohausu), är en japansk animationsstudio, grundad 1972 av före detta Mushi Pro-animatörer – däribland Masao Maruyama, Osamu Dezaki, Rintaro och Yoshiaki Kawajiri. Den har producerat och hjälpt till vid produktionen av många välkända TV-serier och animefilmer. Man inledde 1973 med TV-serien Ace o nerae! och har senare legat bakom (även i väst) kända verk som Ninja Scroll, Trigun och Di Gi Charat. Madhouse producerade anime i OVA-formatet sent 80- och tidigt 90-tal, men till skillnad mot andra av den tidens nya studior (som AIC och J.C. Staff) låg studions styrka snarare på TV-serier och långfilmer. Vid sidan av folket från Mushi Pro drog man under 90-talet till sig viktiga regissörer som Morio Asaka, Masayuki Kojima, and Satoshi Kon. Under 00-talet har personalstyrkan bland annat ökats på med namn som Mamoru Hosoda, Takeshi Koike och Mitsuo Iso. Studion låg både bakom den första Beyblade-serien och Dragon Drive-animen.
Studion samarbetar ofta med välkända mangaka som Naoki Urasawa och Clamp. Madhouse har producerat animeversioner av Urasawas Yawara!, Master Keaton och Monster – de bägge senare med Masayuki Kojima i regissörsstolen. Företaget har animerat ett antal av Clamps titlar, inklusive Tokyo Babylon, Cardcaptor Sakura, Chōbits och Kobato..

## Företaget
Studion håller cirka 80 (heltids)anställda medarbetare. Dessutom är man delägare i den koreanska animationsstudion DR Movie, som med sina cirka 350 anställda fungerar som underleverantörer till japansk animeproduktion. Sedan februari 2011 är Madhouse dotterbolag till Nippon Television (NTV), sedan NTV förvärvat cirka 85% av aktierna.

## Historik
Bland studions tidiga långfilmsproduktioner finns de båda Barefoot Gen-filmerna. Under sent 80- och tidigt 90-tal regisserade Yoshiaki Kawajiri en lång rad actionfilmer, inklusive Demon City Shinjuku, Wicked City och Ninja Scroll. Senare under årtiondet hittade studion en yngre kvinnlig målgrupp med de Cardcaptor Sakura, både som TV-serie och i långfilmsformat. I början av 00-talet ledde ett ambitiöst samarbete med Tezuka Productions till Metropolis, i regi av Rintaro efter Osamu Tezukas manga.
Regissören Satoshi Kon lät producera alla sina fyra långfilmer på studion: Perfect Blue, Millennium Actress, Tokyo Godfathers och Paprika, liksom även sin TV-serie Paranoia Agent. Kon höll också på med produktionen av sin femte långfilm Drömmaskinen, då han 2010 avled. Filmen väntas slutföras av andra krafter på studion.
2003 producerade man Nasu: Summer in Andalusia efter Iō Kurodas seinen-manga Nasu. Regin stod där Studio Ghibli-veteranen Kitarō Kōsaka för. Nasu var den första japanska animerade film som valts ut för visning vid den internationella Cannes-festivalen. Kōsaka återkom 2007 med en uppföljare till filmen, den här gången lanserad som en OVA.
2006 inledde regissören Mamoru Hosoda sin karriär vid studion via den mångfaldigt prisbelönta Toki o kakeru shōjo. Han återkom 2009 med den snarlika Summer Wars och 2012 med dramafilmen Vargbarnen (huvudsakligen producerad på Hosodas nybildade Studio Chizu). På senare år har även Masayuki Kojima debuterat som långfilmsregissör (Piano no mori, 2007), och 2009 regisserade Sunao Katabuchi sin första Madhouse-film (Mai Mai Miracle, 2009). Studion har även producerat sin första animerade 3D-långfilm genom Yona Yona Penguin (2009, i regi av Rintaro), liksom en långfilmsversion av den välkända anime-serien Trigun (2010). Deras nyaste serie är One Punch Man (2015) och år 2018 utkom filmen Okko’s Inn av Kitaro Kosaka.

### Stil och utmärkelser
Enligt regissören Mamoru Hosoda prioriterar Madhouse att arbeta enligt filmskaparens vision, något som ibland kan leda till sämre finansiellt resultat. Studion arbetar ofta med regissörer som tidigare deltagit i Studio Ghibli-produktioner och de resulterande filmerna liknar också visuellt ofta en Studio Ghibli-produktion.
Sammanlagt har filmerna från Madhouse hittills fått motta två priser från Japanska Akademin, två Gertie Awards, sex Mainichi-filmpriser, två Tokyo Anime Awards för årets bästa animation och fem Animation Kobe Feature Film-priser.

## Samarbeten
Madhouse har samarbetat med Studio Ghibli på dess Min granne Totoro (1988), Jag kan höra havet (1993), Spirited Away (2001), Det levande slottet (2004) och Legender från Övärlden (2006). Man arbetade också ihop med Disney på första och andra säsongen av TV-animen Stitch (2008 och 2010).